# Casimiro Turletti
Casimiro Turletti (Savigliano, 8 aprile 1826 – Savigliano, 22 aprile 1898) è stato un presbitero e storico italiano.

## Biografia
Personaggio di spicco della società saviglianese, il canonico, "decano della collegiata di sant'Andrea di Savigliano", cavaliere dell'Ordine dei Santi Maurizio e Lazzaro, membro dell'Accademia di Storia Ecclesiastica Subalpina, è l'autore della Storia di Savigliano corredata di documenti,  Savigliano 1879 - 1886, in 4 volumi. L'opera resta tuttora il lavoro storiografico più completo effettuato sulla sua città, più volte riedito in anastatica.
La storia affronta, cronologicamente, oltre diciannove secoli di vita della città, dalle testimonianze superstiti dell'epoca romana sul territorio, sino alla fine del XIX secolo: le sue ricerche si fondano sui documenti reperiti negli archivi locali e in quelli dello Stato.
Il lavoro del Turletti, con i suoi cospicui riferimenti archivistici, è fondamentale in particolare per la storia dell'arte del Saviglianese e del Saluzzese ed in generale per il Piemonte.
Oltre alla Storia di Savigliano, è autore di studi sulle società di assistenza degli emarginati, sulla fondatrice dell'Istituto delle Rosine, Rosa Govone, sul pittore Pietro Ayres.
Di particolare interesse è uno studio sulla Rivoluzione del 1797 in Fossano e Racconigi edito nella "Miscellanea di storia italiana" 3ª serie, vol. XXXIV.
I manoscritti della "Storia di Savigliano" e di alcuni altri suoi studi sono conservati nel Museo civico " A.Olmo" di Savigliano.